# 클린통 마타
클린통 무코니 마타 페드루 로렌수(포르투갈어: Clinton Mukoni Mata Pedro Lourenço, 1992년 11월 7일 ~ )는 벨기에 태생 앙골라의 축구 선수로 현재 프랑스 리그앙의 올랭피크 리옹에서 라이트백으로 활약 중이며 앙골라 국가대표팀의 일원으로도 뛰고 있다.

## 구단 경력

### 초기 경력
벨기에 베르비에에서 태어난 마타는 지역 클럽인 로얄 바티스, 엥탕트 레상투아, 에투알 엘사투아, 비제에서 축구를 시작한 후 2010년
오이펜으로 이적했다. 2012년 2월 17일, 그는 벨기에 2부 리그 클럽 베베런과의 경기에서 2-1로 승리하며 프로 데뷔 전을 치렀다. 그 후 마타는 항상 주전 11명에 들지 못했고, 2013-14 시즌 후반기에 주전 자리를 차지했고, 오이펜은 벨기에 프로 리그 승격을 위한 최종 라운드 준우승 자격을 얻었다. 결국 OH 뢰번에게 2-1로 실망스러운 패배를 당했다.

### 샤를루아
2014년 여름, 마타는 벨기에 프로 리그 클럽 샤를루아로 이적하여, 오이펜에서와 마찬가지로 주로 교체 선수로 활약하다가 2015-16년 시즌 후반기에 정규 선발 출전권에 가까워졌다. 샤를루아는 플레이오프 2에서 조별 리그 우승팀으로 플레이오프에 진출하여 UEFA 유로파리그 본선에 진출했다. 플레이오프 경기에서 마타와 그의 클럽은 코르트레이크를 꺾었지만, 유로파리그 플레이오프 최종전인 헹크와의 경기에서 패했다. 이듬해 시즌에는 마타가 샤를루아에서 돌파구를 찾았고, 2017년 8월에는 헹크로 임대 이적했다. 마타는 결정적인 플레이오프 경기에서 쥘터 바레험이 2-0으로 패배한 후 팀에 합류하여 UEFA 유로파리그 본선에 진출했다.

### 클뤼프 브뤼허
마타는 디펜딩 벨기에 챔피언 클뤼프 브뤼허에 합류했지만 부상으로 인해 9번째 경기일에 세르클러 브뤼허와의 더비에서 데뷔 전을 치렀다. 마타는 첫 시즌 동안 클럽의 선발로 활약하며 리그 준우승을 차지했다. 그는 클뤼프 브뤼허의 UEFA 챔피언스리그 캠페인에도 활용되었다. 다음 시즌, 마타는 코로나19 범유행으로 인해 시즌이 포기된 후 거의 모든 경기에 출전하여 클뤼프 브뤼허와 함께 벨기에 챔피언십에서 우승했을 때 돌파구를 경험했다.

### 리옹
2023년 7월 6일, 마타는 리그 1 클럽 리옹과 3년 계약을 체결했다. 이적료는 5백만 유로로 알려졌다.

## 국가대표팀 경력
2014년 7월, 마타는 앙골라와의 국제적인 동맹을 변경해 달라는 요청을 받았다. 그는 그해 말 앙골라 국가대표팀에 데뷔했다.
그의 첫 선발전은 2014년 9월에 열렸고, 며칠 후 부르키나파소와의 첫 경기였다. 마타는 2년 동안 앙골라 국가대표팀에서 8경기에 출전했지만, 2016년 5월 이후 선발되지 못했다.
벨기에의 로베르토 마르티네스 감독은 아직 샤를루아의 부동의 구단주는 아니었지만 마타에게 특히 깊은 인상을 받았으며 앙골라에서 자신이 선택한 것을 알게 된 것을 후회했다고 말했다. 마르티네스 감독은 이 발언에 대해 "아무도 자신의 발전 가능성을 예측할 수 없었고, 이를 통해 처음으로 아버지의 나라를 볼 수 있었다는 점을 고려할 때 후회하지 않는다"고 말했다.
2024년 6월, 마타는 앙골라 국가대표팀으로 복귀했다.